# 吉安郡
吉安郡，中国南北朝时设置的郡。
西魏废帝三年（556年）改吉阳郡置吉安郡，属金州。治所在吉安县（今陕西平利县西北九十里老县街东）。辖境约当今陕西省平利县、镇坪县地区。一说北周天和四年（569年）废除吉安郡。隋文帝开皇三年（583年）废吉安郡，吉安县废入金州西城县。